# Tratado de hermenéutica analógica
El  Tratado de hermenéutica analógica (1997) es la principal obra de Mauricio Beuchot en la cual se presenta una hermenéutica analógica que permite un modo de interpretación que es preponderantemente abierto y, sin embargo, aspira a lograr cierta unidad; que exige no una única interpretación posible o válida, pero tampoco una apertura hasta el infinito de las interpretaciones. 
Se recoge una enseñanza cuyos orígenes se remontan a la filosofía griega, medieval y moderna, misma que ha recorrido la historia hasta hoy revistiendo formas diferentes de pensamiento pero siempre apuntando a respetar la diferencia sin renunciar a la semejanza que permite lograr alguna universalización. 
En el libro se define la hermenéutica misma, se indaga el sentido de una hermenéutica analógica y el tipo de argumentación que puede ofrecer, se la vincula con la metafísica y con la ética, con la filología clásica, el psicoanálisis freudiano y la semiótica. 

## Hermenéutica analógica
La hermenéutica analógica se estructura como intermedia entre la univocidad y la equivocidad. La univocidad tiende a la identidad entre el significado y su aplicación, es una idea positivista y fuerte que pretende objetividad. Por ejemplo la hermenéutica de Emilio Betti. Mientras que la equivocidad es la diferencia del significado y de aplicación, tiende al relativismo y subjetivismo. Por ejemplo la filosofía de Richard Rorty. La hermenéutica analógica trata de evitar posturas extremas, abriendo el margen de las interpretaciones, jerarquizándolas de una manera ordenada de modo que exista una interpretación que sea el analogado principal y otras interpretaciones que sean analogados secundarios.

## Contenido
Introducción
 Constitución y método de la hermenéutica en sí misma
- Su naturaleza
- Objeto y objetivo de la hermenéutica
- Ciencia o arte
- División de la hermenéutica
- Teórica o práctica
- Hermenéutica docens y hermenéutica utens
- Su metodología
- Los elementos del acto hermenéutico: texto, autor y lector
- Los pasos del acto hermenéutico: el proceso interpretativo
- El hábito o virtud de la interpretación
- Balance

 Los márgenes de la interpretación: hacían un modelo analógico de la hermenéutica
- Las dos hermenéuticas extremas: la univocista y la equivocista
- La “hermenéutica” positivista: el modelo univocista
- La hermenéutica romántica: el modelo equivocista
- El modelo analógico
- Qué es una interpretación analógica
- Balance

 Tradición e innovación en hermenéutica
- Tradición e innovación
- Tradición y comunidad
- Racionalidad, tradición y creatividad
- Balance

 La argumentación en la hermenéutica: el paradigma de Perelman
- Narratividad y argumentatividad
- Argumentación situada: dialéctica o tópica y retórica
- Verdad, corrección y validez
- Literalidad y alegoricidad-simbolicidad
- Balance

 Ontología y hermenéutica analógicas
- La metafísica y la hermenéutica de Gadamer
- La metafísica y la hermenéutica según Vattimo
- Dependencia y autonomía de la hermenéutica y la metafísica y viceversa: la metafísica como *espacio de posibilidad de la hermenéutica
- Profundización argumentativa: la hermenéutica como apertura analógica a la metafísica
- Urgencia de un modelo analógico de la interpretación para una ontología analógica
- Hermenéutica y existencia
- Balance
- Apéndice: respuesta de Emerich Coreth
- Reflexión sobre la respuesta de E. Coreth

 Dependencia, autonomía y simultaneidad de la hermenéutica, la metafísica y la ética
- La hermenéutica como mediadora entre la fenomenología y la ontología
- La hermenéutica como mediadora entre la metafísica y la ética
- Carácter de la ética hermenéutica
- Ontología y ética analógicas
- Balance

 Hermenéutica y filología clásica
- La filología y la hermenéutica en la historia
- La hermenéutica y la labor filológica: la edición, la traducción, las notas, la introducción y/o el comentario de un texto
- La hermenéutica y la traducción filológica
- La hermenéutica analógica y la filología
- Balance

 La hermenéutica y la epistemología del psicoanálisis
- Verdad e interpretación en psicoanálisis
- Hacia una salida adecuada
- Balance
- Apéndice: respuesta de Paul Ricoeur
- Reflexión sobre la respuesta de Paul Ricoeur

 Semiótica y hermenéutica
- El sistema semiótico greimasiano
- Complementariedad de la hermenéutica y la semiótica, según Ricoeur
- Balance

 Apéndice: hacia una hermenéutica analógico-icónica del símbolo
- La analogía y la iconicidad
- Lo análogo como mestizo
- En el límite analógico
- Balance

 Bibliografía